# Henry Davis Sleeper

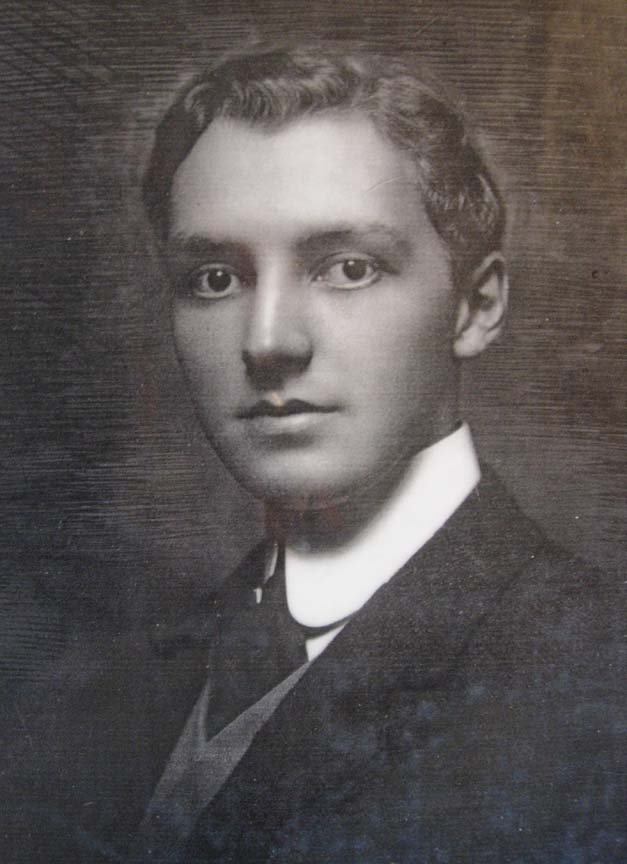
Henry Davis Sleeper

Henry Davis Sleeper (* 1878; † 1934) war ein US-amerikanischer Kunstsammler, Designer und Innenarchitekt.
Geboren in eine wohlhabende Bostoner Familie von Immobilienmaklern – sein Großvater Jacob Sleeper (1809–1889) war einer der drei Gründer der Boston University – wurde der kränkliche Sohn durch Hauslehrer ausgebildet, sein Interesse an Design und Kunstgeschichte wurde bereits früh entdeckt.
Das 1907 begonnene Sleeper-McCann House in Gloucester auf Cape Ann in Massachusetts war ursprünglich lediglich als Sommersitz geplant, doch erfolgten bis zum Tode des Hausherrn ständige Erweiterungen und Umbauten an dem auf einer Felskuppe oberhalb des Hafens gelegenen Gebäude. Die Entwürfe – welche von dem Architekten Halfdan M. Hanson umgesetzt wurden – und die Einrichtung stammten dabei von Sleeper selbst, der es sich zu seiner Lebensaufgabe gemacht hatte, Kulturgüter aus der Kolonialzeit und den Jahren des Unabhängigkeitskampfes zu sammeln und auszustellen. So glich das Sommerhaus schon zu Lebzeiten des Bauherren eher einem Museum.
Neben dem Sleeper-McCann House ist heute nur eine weitere Arbeit im Originalzustand erhalten: das Bratenahl House in Gloucester, für welches Sleeper den Entwurf für die Täfelung, die Möblierung und die Dekoration übernahm. Alle weiteren Arbeiten sind mittlerweile – teilweise erheblich – verändert:
- The Highlands (Fort Washington, Pennsylvania) – für Caroline Sinkler, heute als Museum zugänglich
- Thomas House (Middleburg, Virginia, 1912/5) – gemeinsam mit Halfdan M. Hanson und Henry C. Mercer
- Houndsmore Lodge / Morrill House (Gloucester, Massachusetts, 1920)
- Bruce E. Merriman House (Providence, Rhode Island, 1923)
- Mabel Yates Howe House (West Manchester, Massachusetts, 1924)
- F. Frazier Jelke House (Eagle’s Nest, Newport, Rhode Island, 1924)
- Davenport House / Paul Hollister House (New Rochelle, New York, 1930)
- George F. Tyler House (Indian Council Rock, Newtown, Pennsylvania, 1932)
- Johnny Mack Brown House (Nine Gables, Hollywood, California, 1930)
- Frederic March House (Beverly Hills, California, 1934)

Henry Davis Sleeper war Mitglied der Kolonie 'Dabsville', einer Gesellschaft Intellektueller, die sich im ersten Drittel des 20. Jahrhunderts in Gloucester unter den Besitzern von Cottages herausbildete.
Das American Institute of Architects ernannte ihn wenige Monate vor seinem Tod 1934 zu einem von bis heute nur sechs Ehrenmitgliedern.